# 5e étape du Tour d'Espagne 2009

La cinquième étape du Tour d'Espagne 2009 s'est déroulée le 3 septembre 2009 entre Tarragone et Vinaròs sur 174 kilomètres. Elle a été remportée par l'Allemand André Greipel. C'est la deuxième victoire du coureur allemand sur cette Vuelta. Il prend du même coup la tête du classement général.
La veille, les coureurs se sont dirigés vers l'Espagne après quatre étapes aux Pays-Bas, en Allemagne et en Belgique.

## Récit
Après une journée de repos avec un transfert vers l'Espagne, on a assisté à une démonstration de puissance de la part d'André Greipel. Après une échappée de Aitor Hernandez Gutierrez (Euskaltel), José Antonio Lopez Gil (Andalousie), Julien El Fares (Cofidis), Matthé Pronk (Vacansoleil) et Serafin Martinez (Xacobeo Galicia) reprise à moins de 30 kilomètres du terme, le sprinteur Allemand a battu Tom Boonen (Quick Step) et Daniele Bennati (Liquigas) à Vinaros.

## Classement de l'étape
|    | Coureur          | Pays      | Équipe            | Temps           |
| -- | ---------------- | --------- | ----------------- | --------------- |
| 1  | André Greipel    | Allemagne | Team Columbia-HTC | 5 h 43 min 05 s |
| 2  | Wouter Weylandt  | Belgique  | Quick Step        | m.t.            |
| 3  | Bert Grabsch     | Allemagne | Team Columbia-HTC | m.t.            |
| 4  | Marcel Sieberg   | Allemagne | Team Columbia-HTC | m.t.            |
| 5  | Marco Velo       | Italie    | Quick Step        | + 9 s           |
| 6  | Matteo Tosatto   | Italie    | Quick Step        | + 15 s          |
| 7  | Adam Hansen      | Australie | Team Columbia-HTC | + 22 s          |
| 8  | Jürgen Roelandts | Belgique  | Silence-Lotto     | + 28 s          |
| 9  | Linus Gerdemann  | Allemagne | Team Milram       | + 33 s          |
| 10 | Thomas Rohregger | Autriche  | Team Milram       | m.t.            |

## Classement général
|    | Coureur           | Pays       | Équipe                | Temps            |
| -- | ----------------- | ---------- | --------------------- | ---------------- |
| 1  | André Greipel     | Allemagne  | Team Columbia-HTC     | 19 h 40 min 23 s |
| 2  | Tom Boonen        | Belgique   | Quick Step            | + 6 s            |
| 3  | Daniele Bennati   | Italie     | Liquigas              | + 17 s           |
| 4  | Tyler Farrar      | États-Unis | Garmin-Slipstream     | + 21 s           |
| 5  | Fabian Cancellara | Suisse     | Team Saxo Bank        | + 27 s           |
| 6  | Óscar Freire      | Espagne    | Rabobank              | + 33 s           |
| 7  | William Bonnet    | France     | BBox Bouygues Telecom | + 34 s           |
| 8  | Dominique Rollin  | Canada     | Cervélo TestTeam      | + 38 s           |
| 9  | Bert Grabsch      | Allemagne  | Team Columbia-HTC     | + 38 s           |
| 10 | Alessandro Ballan | Italie     | Lampre-NGC            | + 38 s           |

## Classements annexes
| Classement par points | Classement par points | Classement par points | Classement par points | Classement par points |
| Rang                  | Cycliste              | Pays                  | Équipe                | Pts                   |
| --------------------- | --------------------- | --------------------- | --------------------- | --------------------- |
|                       | André Greipel         | Allemagne             | Team Columbia-HTC     | 78                    |
| 2                     | Tom Boonen            | Belgique              | Quick Step            | 58                    |
| 3                     | Tyler Farrar          | États-Unis            | Garmin-Transitions    | 47                    |

| Grand Prix de la montagne | Grand Prix de la montagne | Grand Prix de la montagne | Grand Prix de la montagne | Grand Prix de la montagne |
| Rang                      | Cycliste                  | Pays                      | Équipe                    | Pts                       |
| ------------------------- | ------------------------- | ------------------------- | ------------------------- | ------------------------- |
|                           | Aitor Hernández           | Espagne                   | Euskaltel-Euskadi         | 10                        |
| 2                         | Lars Boom                 | Pays-Bas                  | Rabobank                  | 9                         |
| 3                         | Serafín Martínez          | Espagne                   | Xacobeo Galicia           | 7                         |

| Combiné | Combiné          | Combiné   | Combiné         | Combiné |
| Rang    | Cycliste         | Pays      | Équipe          | Pts     |
| ------- | ---------------- | --------- | --------------- | ------- |
|         | Serafín Martínez | Espagne   | Xacobeo Galicia | 121     |
| 2       | Dominik Roels    | Allemagne | Team Milram     | 164     |
| 3       | Julien El Fares  | France    | Cofidis         | 201     |

| Classement par équipes | Classement par équipes | Classement par équipes | Classement par équipes | Classement par équipes |
| Rang                   | Pays                   | Équipe                 | Temps                  |                        |
| ---------------------- | ---------------------- | ---------------------- | ---------------------- | ---------------------- |
|                        | Liquigas               | Italie                 | en 59 h 02 min 54 s    |                        |
| 2                      | Team Saxo Bank         | Danemark               | + 3 s                  |                        |
| 3                      | Garmin-Transitions     | États-Unis             | + 6 s                  |                        |

## Abandons
- Christopher Horner (Astana)
- Robert Kišerlovski (Fuji-Servetto)